# Nights with Alice Cooper
Nights with Alice Cooper é um programa apresentado por Alice Cooper (cantor, e compositor estadunidense). É transmitido pela . No seu programa ele entrevista estrelas do rock, contam sobre histórias acontecidas com outros rockstars.